# Unión Regional Deportiva 2021
La Unión Regional Deportiva 2021 fue la 14.ª temporada de la unión de ligas que organiza la Liga Tandilense de Fútbol, que cuenta con equipos afiliados a ésta, junto con aquellos nucleados por la Liga Ayacuchense de fútbol, la Liga Rauchense de fútbol y la Liga Juarense de fútbol, que comenzó a desarrollarse el 29 de agosto de 2021, marcando el regreso de la competición oficial tras casi dos años —644 días tras el desempate para el Federal Amateur 2020— por la situación sanitaria de la pandemia de COVID-19 que obligó a posponer el torneo de 2020 para 2021.
Tras haberse planteado a fines de 2018, y definido con la clasificación de la Unión Regional Deportiva 2019, el certamen se dividió en dos divisiones en las mayores, Primera A y B, con un ascenso directo y otro en carácter de promoción, entre el anteúltimo de la A y el segundo de la B.
Como novedad, el certamen contó con la transmisión en vivo de algunos partidos, a través de la producción de Cosa de Serranos. El primer partido en ir en vivo vía streaming fue Independiente 1:0 Velense, desde el estadio Agustín F. Berroeta, por la séptima fecha.
Santamarina logró su segundo título en la Unión Regional Deportiva, tras lograr quedarse con el primer puesto tras 12 años, cuando se coronó en la temporada 2009. En la undécima y última fecha, venció 5:1 al ya descendido Grupo Universitrio y dio la vuelta de local.
En Primera B, el título quedó en manos de Defensores del Cerro, primero para el club, logrando el ascenso y la vuelta a Primera tras un par de años de ausencia. También en el cierre del campeonato, el Cerro empató 2:2 con San José, rival directo por el título, y selló el pase a la «A» para 2022. Botafogo (de la A) y Defensores de Ayacucho (B) clasificaron a la promoción. 

## Equipos participantes
Respecto a la temporada anterior, la URD contó la incorporación de un equipo: Defensores del Cerro, equipo tradicional del barrio «Las Tunitas» volvió a formar parte de la nómina, regresando para jugar en la Primera B tras un par de años de ausencia. Entre paréntesis la categoría en la que inician.
| #  | Ciudad             | Equipos |
| -- | ------------------ | --- |
| 11 | Tandil             | Defensores del Cerro (B), Deportivo Tandil (B), Excursionistas (B), Ferrocarril Sud (A), Gimnasia y Esgrima (A), Grupo Universitario (A), Independiente (A), San José (B), Santamarina (A), UNICEN (A), Unión y Progreso (B) |
| 4  | Ayacucho           | Ateneo Estrada (B), Atlético Ayacucho (A), Defensores (B), Sarmiento (A) |
| 3  | Rauch              | Botafogo (A), Deportivo Rauch (B), San Lorenzo (B) |
| 2  | Benito Juárez      | Argentino (B), Juarense (A) |
| 1  | Villa Cacique      | Loma Negra (A) |
| 1  | María Ignacia Vela | Velense (A) |

| # | Altas                |
| - | -------------------- |
| 1 | Defensores del Cerro |

### Árbitros
El arbitraje de la Unión Regional Deportiva 2021 se organiza de acuerdo a la ciudad en la que sea el encuentro. En Tandil, Vela, Benito Juárez y Villa Cacique, se encargan de los partidos los colegiados de la Asociación Tandilense de Árbitros, designados por el Colegio de Árbitros de la LTF. En tanto, en las ciudades de Ayacucho y Rauch, es la Liga quien designa. Sólo para las finales es que se implementa la presencia de un cuarto árbitro en cancha.

| - Diego Albo - Marcos Altamiranda - Rodrigo Álvarez - Joaquín Castillo | - Víctor González - Emanuel Mazzoni - Diego Navarro - Lautaro Paletta | - Matías Picot - Sebastián Quinteros - Fernando Zabalza |

## Formato de disputa
La Unión Regional Deportiva 2021 se sorteó el 21 de agosto. Tanto en Primera A como B, se jugará a una rueda en el sistema de todos contra todos. 
El primero de la A se consagrará campeón y clasificará al Federal Amateur 2022. El último en la tabla de posiciones descenderá a la B en 2022, mientras que el anteúltimo deberá jugar la repesca para mantener la categoría.
En la B, el ganador se consagrará campeón de la categoría y subirá a la A en 2022. El segundo disputará el partido de promoción con el anteúltimo de la A.
En la A no habrá equipos libres por fecha, mientras que si lo habrá en la B, ya que en juveniles tanto Independiente como Ferrocarril Sud cuentan con subdivisiones.

## Participaciones en torneos federales de la AFA
| # | Equipos          | Certamen                | Organizador     | Resultado                                   |
| - | ---------------- | ----------------------- | --------------- | ------------------------------------------- |
| 1 | Santamarina      | Primera Nacional 2021   | AFA             | 18.° (zona B)                               |
| 1 | Juarense         | Federal Amateur 2021-22 | Consejo Federal | Etapa clasificatoria (Pampeana Sur, zona 6) |
| 2 | Velense          | Torneo FFBP 2021        | FFBP            | Primera fase                                |
| 2 | Unión y Progreso | Torneo FFBP 2021        | FFBP            | Segunda fase                                |

### Clasificatorio organizado por la FFBP
Los clubes Velense y Unión y Progreso se inscribieron en el certamen clasificatorio organizado por la Federación de Fútbol Bonaerense Pampeana, que otorga dos plazas también. Para el conjunto de María Ignacia será la cuarta participación en un torneo de estas características —2009 y 2018 por mérito deportivos y 2019 y 2021 por invitación de la FFBP—, mientras que para Unión será el debut absoluto.

### Clasificación al Federal Amateur 2021
La Unión Regional Deportiva 2021 otorga dos plazas para el certamen regional que nuclea a las ligas del interior. En la anterior temporada, la 2019, los clasificados Ferrocarril Sud y Atlético Ayacucho, renunciaron a sus plazas, obtenidas por mérito deportivo.
En los primeros días de noviembre se conoció que finalmente el Club Atlético Juarense, de Benito Juárez, será el único representante de la Unión Regional Deportiva en el torneo federal. Según se anunció, tanto el club de Juárez como Sarmiento de Ayacucho estaban interesados en las plazas, aunque solo el primero confirmó la participación. Para Juarense será la tercera participación, —primera en la cuarta categoría nacional—, tras embarcarse en los Torneo del Interior 2013 y 2014. El club comenzará su camino en la zona 6 el 21 de noviembre, de visitante, frente a Sporting, de la ciudad de Punta Alta.

#### Juarense en el Federal 2021
| Fecha 1 21 de noviembre de 2021, 16:00 | Sporting              | 2:0 (2:0) | Juarense         | Enrique Mendizábal, Punta Alta |                                |
|                                        | Marcelo Castellano 2' | Reporte   | Matías López 35' | Árbitro(s): Alejandro Krieguer | Árbitro(s): Alejandro Krieguer |

| Fecha 3 1 de diciembre de 2021, 16:30 | Juarense | 0:0     | Huracán (Tres Arroyos) | Estadio Gastón Lafón, Benito Juárez |             |
|                                       |          | Reporte |                        | Árbitro(s):                         | Árbitro(s): |

| Fecha 4 5 de diciembre de 2021, 17:00 | Juarense | 0:3 (0:1) | Sporting                                            | Estadio Gastón Lafón, Benito Juárez |             |
|                                       |          | Reporte   | - Ignacio Burgos 14' - Marcelo Castellano 79' 90+6' | Árbitro(s):                         | Árbitro(s): |

| Fecha 6 19 de diciembre de 2021, 20:30 | Huracán (Tres Arroyos)                          | 2:1 (1:0) | Juarense            | Estadio Roberto Lorenzo Bottino, Tres Arroyos |                              |
|                                        | - Nahuel Gauna 11' (a.g.) - Lucio Barroca 90+5' | Reporte   | - Luciano Silva 51' | Árbitro(s): Fernando Zabalza                  | Árbitro(s): Fernando Zabalza |

## Primera «A»
| #    | Equipo               | Pts. | PJ | PG | PE | PP | GF | GC | Dif. |
| ---- | -------------------- | ---- | -- | -- | -- | -- | -- | -- | ---- |
| 1.º  | Santamarina          | 26   | 11 | 8  | 2  | 1  | 24 | 5  | 19   |
| 2.º  | Independiente        | 22   | 11 | 6  | 4  | 1  | 13 | 8  | 5    |
| 3.º  | Juarense (TFRA 2021) | 21   | 11 | 6  | 3  | 2  | 18 | 10 | 8    |
| 4.º  | Velense              | 19   | 11 | 6  | 1  | 4  | 13 | 11 | 2    |
| 5.º  | UNICEN               | 16   | 11 | 4  | 4  | 3  | 19 | 19 | 0    |
| 6.º  | Sarmiento            | 15   | 11 | 4  | 3  | 4  | 14 | 10 | 4    |
| 7.º  | Ferrocarril Sud      | 14   | 11 | 4  | 2  | 5  | 16 | 14 | 2    |
| 8.º  | Loma Negra           | 14   | 11 | 3  | 5  | 3  | 16 | 16 | 0    |
| 9.º  | Gimnasia y Esgrima   | 14   | 11 | 3  | 5  | 3  | 11 | 14 | -3   |
| 10.º | Atlético Ayacucho    | 9    | 11 | 2  | 3  | 6  | 8  | 14 | -6   |
| 11.º | Botafogo             | 7    | 11 | 2  | 1  | 8  | 5  | 19 | -14  |
| 12.º | Grupo Universitario  | 3    | 11 | 0  | 3  | 8  | 4  | 21 | -17  |

Notas y referencias
|  | Campeón de la Unión Regional Deportiva 2021.                                 |
|  | Clasificado a jugar la promoción con el 2.º mejor ubicado de a la Primera B. |
|  | Descendió a la Primera B para la URD 2022.                                   |

### Evolución de posiciones
| Equipo / Fecha      | 1  | 2  | 3  | 4  | 5  | 6  | 7  | 8  | 9  | 10 | 11 |
| ------------------- | -- | -- | -- | -- | -- | -- | -- | -- | -- | -- | -- |
| Atlético Ayacucho   | 9  | 11 | 8  | 8  | 9  | 10 | 10 | 10 | 11 | 10 | 10 |
| Botafogo            | 4  | 6  | 10 | 10 | 10 | 11 | 11 | 11 | 10 | 11 | 11 |
| Ferrocarril Sud     | 10 | 5  | 7  | 9  | 8  | 8  | 9  | 9  | 9  | 9  | 7  |
| Gimnasia y Esgrima  | 12 | 12 | 9  | 6  | 6  | 6  | 7  | 8  | 7  | 8  | 9  |
| Grupo Universitario | 8  | 10 | 12 | 12 | 12 | 12 | 12 | 12 | 12 | 12 | 12 |
| Independiente       | 6  | 8  | 4  | 3  | 2  | 1  | 1  | 1  | 1  | 2  | 2  |
| Juarense            | 2  | 2  | 1  | 1  | 4  | 3  | 3  | 3  | 3  | 3  | 3  |
| Loma Negra          | 7  | 4  | 6  | 7  | 7  | 7  | 5  | 7  | 5  | 7  | 8  |
| Sarmiento           | 11 | 9  | 11 | 11 | 11 | 9  | 8  | 6  | 4  | 6  | 6  |
| Santamarina         | 1  | 3  | 2  | 4  | 3  | 2  | 2  | 2  | 2  | 1  | 1  |
| UNICEN              | 5  | 7  | 5  | 5  | 5  | 5  | 6  | 4  | 6  | 4  | 5  |
| Velense             | 3  | 1  | 3  | 2  | 1  | 4  | 4  | 5  | 8  | 5  | 4  |

| Equipo campeón de la Unión Regional Deportiva 2021 |
| -------------------------------------------------- |
| Santamarina                                        |

| Santamarina 2.° título |

### Resultados de la Primera «A»
| Santamarina         | 4:1 | Gimnasia y Esgrima | Predio Centenario   | 29 de agosto | 12:30 | Marcos Altamiranda |
| Independiente       | 0:0 | Loma Negra         | Agustín F. Berroeta | 29 de agosto | 15:30 | Diego Albo         |
| Juarense            | 2:1 | Sarmiento          | Gastón Lafón        | 29 de agosto | 15:30 | Emanuel Mazzoni    |
| Atlético Ayacucho   | 0:1 | Botafogo           | Atlético Ayacucho   | 29 de agosto | 15:30 | -                  |
| Velense             | 1:0 | Ferrocarril Sud    | Miguel A. Ochoa     | 29 de agosto | 15:30 | Diego Navarro      |
| Grupo Universitario | 0:0 | UNICEN             | Excursionistas      | 29 de agosto | 15:30 | Víctor Gonzalez    |

| Loma Negra          | 4:2 | Gimnasia y Esgrima | Loma Negra       | 5 de septiembre | 13:30 | Matías Picot       |
| Ferrocarril Sud     | 2:0 | Atlético Ayacucho  | Dámaso Latasa    | 5 de septiembre | 13:30 | Víctor González    |
| Grupo Universitario | 0:3 | Velense            | La Movediza      | 5 de septiembre | 13:30 | Marcos Altamiranda |
| Botafogo            | 0:2 | Juarense           | Botafogo         | 5 de septiembre | 13:30 |                    |
| Sarmiento           | 0:0 | Independiente      | José A. Barbieri | 5 de septiembre | 13:30 |                    |
| UNICEN              | 0:0 | Santamarina        | Excursionistas   | 5 de septiembre | 13:30 | Fernando Zabalza   |

| Gimnasia y Esgrima | 2:0 | Sarmiento           | Predio Jorge Ibáñez | 19 de septiembre | 16:00 | Fernando Zabalza |
| Independiente      | 3:0 | Botafogo            | Agustín F. Berroeta | 19 de septiembre | 16:00 | Lautaro Paletta  |
| Juarense           | 1:0 | Ferrocarril Sud     | Gastón Lafón        | 19 de septiembre | 16:00 | Rodrigo Álvarez  |
| Atlético Ayacucho  | 1:0 | Grupo Universitario | Atlético Ayacucho   | 19 de septiembre | 16:00 | Emanuel Martínez |
| Velense            | 2:3 | UNICEN              | Miguel A. Ochoa     | 19 de septiembre | 16:00 | Diego Albo       |
| Santamarina        | 4:1 | Loma Negra          | Predio Centenario   | 19 de septiembre | 16:00 | Víctor González  |

| UNICEN              | 1:1 | Atlético Ayacucho  | Excursionistas   | 26 de septiembre | 16:00 | Lautaro Paletta    |
| Grupo Universitario | 0:0 | Juarense           | La Movediza      | 26 de septiembre | 16:00 | Víctor González    |
| Ferrocarril Sud     | 1:2 | Independiente      | Dámaso Latasa    | 26 de septiembre | 16:00 | Marcos Altamiranda |
| Botafogo            | 0:1 | Gimnasia y Esgrima | Botafogo         | 26 de septiembre | 16:00 |                    |
| Sarmiento           | 0:0 | Loma Negra         | José A. Barbieri | 26 de septiembre | 16:00 |                    |
| Velense             | 1:0 | Santamarina        | Miguel A. Ochoa  | 26 de septiembre | 16:00 | Rodrigo Álvarez    |

| Atlético Ayacucho  | 1:2 | Velense             | José A. Barbieri    | 3 de octubre | 14:00 |                    |
| Gimnasia y Esgrima | 1:1 | Ferrocarril Sud     | Predio Jorge Ibáñez | 3 de octubre | 14:30 | Diego Navarro      |
| Independiente      | 1:0 | Grupo Universitario | Agustín F. Berroeta | 3 de octubre | 14:30 | Rodrigo Álvarez    |
| Loma Negra         | 2:2 | Botafogo            | Loma Negra          | 3 de octubre | 16:00 | Fernando Zabalza   |
| Juarense           | 4:5 | UNICEN              | Gastón Lafón        | 4 de octubre | 14:00 | Diego Albo         |
| Santamarina        | 1:0 | Sarmiento           | Predio Centenario   | 3 de octubre | 14:30 | Marcos Altamiranda |

| UNICEN              | 1:2 | Independiente      | Excursionistas    | 10 de octubre | 16:00 | Víctor González    |
| Velense             | 0:3 | Juarense           | Miguel A. Ochoa   | 10 de octubre | 16:00 | Marcos Altamiranda |
| Ferrocarril Sud     | 2:2 | Loma Negra         | Dámaso Latasa     | 10 de octubre | 16:00 | Rodrigo Álvarez    |
| Atlético Ayacucho   | 0:4 | Santamarina        | Atlético Ayacucho | 10 de octubre | 16:00 | Gonzalo López      |
| Grupo Universitario | 1:1 | Gimnasia y Esgrima | La Movediza       | 10 de octubre | 16:00 | Fernando Zabalza   |
| Botafogo            | 0:3 | Sarmiento          | Botafogo          | 10 de octubre | 16:00 |                    |

| Sarmiento          | 3:0 | Ferrocarril Sud     | José A. Barbieri    | 17 de octubre | 16:00 | Ignacio Liuzzi  |
| Loma Negra         | 3:0 | Grupo Universitario | Loma Negra          | 17 de octubre | 16:00 | Emanuel Mazzoni |
| Gimnasia y Esgrima | 1:1 | UNICEN              | Predio Jorge Ibáñez | 17 de octubre | 16:00 | Rodrigo Álvarez |
| Independiente      | 1:0 | Velense             | Agustín F. Berroeta | 17 de octubre | 16:00 | Diego Albo      |
| Juarense           | 2:1 | Atlético Ayacucho   | Gastón Lafón        | 17 de octubre | 16:00 | Víctor González |
| Santamarina        | 1:0 | Botafogo            | Predio Centenario   | 17 de octubre | 16:00 | Diego Navarro   |

| Velense             | 0:0 | Gimnasia y Esgrima | Miguel A. Ochoa   | 23 de octubre | 16:30 | Víctor González    |
| UNICEN              | 3:2 | Loma Negra         | Excursionistas    | 24 de octubre | 16:00 | Fernando Zabalza   |
| Juarense            | 0:0 | Santamarina        | Gastón Lafón      | 24 de octubre | 16:00 | Lautaro Paletta    |
| Atlético Ayacucho   | 0:0 | Independiente      | Atlético Ayacucho | 24 de octubre | 16:00 |                    |
| Grupo Universitario | 1:2 | Sarmiento          | La Movediza       | 24 de octubre | 16:00 | Rodrigo Álvarez    |
| Ferrocarril Sud     | 2:0 | Botafogo           | Dámaso Latasa     | 24 de octubre | 16:00 | Marcos Altamiranda |

| Santamarina        | 2:1 | Ferrocarril Sud     | Predio Centenario   | 7 de noviembre | 11:00 | Rodrigo Álvarez    |
| Gimnasia y Esgrima | 1:0 | Atlético Ayacucho   | Predio Jorge Ibáñez | 7 de noviembre | 16:00 | Fernando Zabalza   |
| Loma Negra         | 2:0 | Velense             | Loma Negra          | 7 de noviembre | 16:00 | Marcos Altamiranda |
| Botafogo           | 1:0 | Grupo Universitario | Botafogo            | 7 de noviembre | 16:00 |                    |
| Independiente      | 3:2 | Juarense            | Agustín F. Berroeta | 7 de noviembre | 16:00 | Víctor González    |
| Sarmiento          | 3:1 | UNICEN              | José A. Barbieri    | 7 de noviembre | 16:00 | Ezequiel Quintana  |

| Juarense            | 2:0 | Gimnasia y Esgrima | Gastón Lafón        | 18 de noviembre | 20:30 | Diego Navarro       |
| Velense             | 2:1 | Sarmiento          | Miguel A. Ochoa     | 20 de noviembre | 17:00 | Sebastián Quinteros |
| Atlético Ayacucho   | 3:0 | Loma Negra         | Atlético Ayacucho   | 21 de noviembre | 16:00 |                     |
| UNICEN              | 3:1 | Botafogo           | Excursionistas      | 21 de noviembre | 16:00 | Carlos Rivero       |
| Grupo Universitario | 1:4 | Ferrocarril Sud    | Dámaso Latasa       | 21 de noviembre | 16:00 | Marcos Altamiranda  |
| Independiente       | 0:3 | Santamarina        | Agustín F. Berroeta | 21 de noviembre | 16:00 | Víctor González     |

| Loma Negra         | 0:0 | Juarense            | Loma Negra          | 2 de diciembre | 17:30 | Rodrigo Álvarez    |
| Ferrocarril Sud    | 3:1 | UNICEN              | Dámaso Latasa       | 5 de diciembre | 16:00 | Matías Picot       |
| Santamarina        | 5:1 | Grupo Universitario | Predio Centenario   | 5 de diciembre | 16:00 | Emanuel Mazzoni    |
| Gimnasia y Esgrima | 1:1 | Independiente       | Predio Jorge Ibáñez | 5 de diciembre | 16:00 | Marcos Altamiranda |
| Botafogo           | 0:2 | Velense             | Botafogo            | 5 de diciembre | 16:00 | Martín Althabe     |
| Sarmiento          | 1:1 | Atlético Ayacucho   | José A. Barbieri    | 5 de diciembre | 16:00 |                    |

## Primera «B»
| #    | Equipo                 | Pts. | PJ | PG | PE | PP | GF | GC | Dif. |
| ---- | ---------------------- | ---- | -- | -- | -- | -- | -- | -- | ---- |
| 1.º  | Defensores del Cerro   | 20   | 9  | 6  | 2  | 1  | 18 | 4  | 14   |
| 2.º  | Defensores de Ayacucho | 18   | 9  | 6  | 0  | 3  | 21 | 9  | 12   |
| 3.º  | San José               | 17   | 9  | 5  | 2  | 2  | 21 | 11 | 10   |
| 4.º  | Deportivo Rauch        | 17   | 9  | 5  | 2  | 2  | 19 | 14 | 5    |
| 5.º  | Ateneo Estrada         | 13   | 9  | 3  | 4  | 2  | 11 | 13 | -2   |
| 6.º  | Deportivo Tandil       | 13   | 9  | 4  | 1  | 4  | 10 | 13 | -3   |
| 7.º  | Argentino              | 12   | 9  | 3  | 3  | 3  | 14 | 15 | -1   |
| 8.º  | San Lorenzo            | 7    | 9  | 2  | 1  | 6  | 9  | 26 | -17  |
| 9.º  | Unión y Progreso       | 5    | 9  | 1  | 2  | 6  | 8  | 14 | -6   |
| 10.º | Excursionistas         | 3    | 9  | 0  | 3  | 6  | 5  | 17 | -12  |

Notas y referencias
|  | Campeón y ascendió a Primera A en la URD 2022.                                  |
|  | Clasificado a disputar la promoción con el 11.º peor ubicado de a la Primera A. |

### Evolución de posiciones
| Equipo / Fecha         | 1 | 2  | 3  | 4  | 5  | 6  | 7  | 8  | 9  | 10 | 11 |
| ---------------------- | - | -- | -- | -- | -- | -- | -- | -- | -- | -- | -- |
| Argentino              | 4 | 4  | 3  | 5  | 4  | 6  | 6  | 8  | 8  | 7  | 7  |
| Ateneo Estrada         | 5 | 7  | 7  | 7  | 6  | 5  | 5  | 5  | 5  | 5  | 5  |
| Defensores de Ayacucho | 7 | 1  | 5  | 4  | 5  | 4  | 4  | 4  | 3  | 4  | 2  |
| Defensores del Cerro   | 2 | 1  | 1  | 1  | 1  | 1  | 1  | 1  | 1  | 1  | 1  |
| Deportivo Rauch        | 1 | 3  | 4  | 2  | 2  | 2  | 3  | 2  | 4  | 2  | 4  |
| Deportivo Tandil       | — | 9  | 6  | 6  | 7  | 7  | 7  | 6  | 6  | 6  | 6  |
| Excursionistas         | 8 | 6  | 9  | 8  | 8  | 9  | 10 | 10 | 9  | 9  | 10 |
| San José               | 4 | 2  | 2  | 3  | 3  | 3  | 2  | 3  | 2  | 3  | 3  |
| San Lorenzo            | 6 | 10 | 10 | 10 | 10 | 10 | 8  | 7  | 7  | 8  | 8  |
| Unión y Progreso       | — | 5  | 8  | 9  | 9  | 8  | 9  | 9  | 10 | 10 | 9  |

### Resultados de la Primera «B»
| Deportivo Rauch                                    | 2:1 | Defensores de Ayacucho | Deportivo Rauch  | 29 de agosto | 15:30 | -               |
| Ateneo Estrada                                     | 1:2 | Argentino              | José A. Barbieri | 29 de agosto | 15:30 | -               |
| San Lorenzo                                        | 2:3 | San José               | San Lorenzo      | 29 de agosto | 15:30 | -               |
| Defensores del Cerro                               | 2:1 | Excursionistas         | La Movediza      | 29 de agosto | 15:30 | Lautaro Paletta |
| Equipos libre: Unión y Progreso y Deportivo Tandil |     |                        |                  |              |       |                 |

| San José                                               | 2:0 | Deportivo Tandil     | Predio Centenario | 5 de septiembre | 13:30 | Lautaro Paletta     |
| Argentino                                              | 1:1 | Deportivo Rauch      | 12 de Noviembre   | 5 de septiembre | 13:30 | Sebastián Quinteros |
| Unión y Progreso                                       | 0:0 | Excursionistas       | La Florida        | 5 de septiembre | 13:30 | Joaquín Castillo    |
| San Lorenzo                                            | 0:5 | Defensores del Cerro | San Lorenzo       | 5 de septiembre | 13:30 |                     |
| Equipos libre: Ateneo Estrada y Defensores de Ayacucho |     |                      |                   |                 |       |                     |

| Excursionistas                             | 1:4 | Defensores de Ayacucho | Excursionistas   | 19 de septiembre | 16:00 | Sebastián Quinteros |
| Deportivo Tandil                           | 3:1 | San Lorenzo            | La Florida       | 19 de septiembre | 16:00 | Emanuel Mazzoni     |
| Defensores del Cerro                       | 3:0 | Unión y Progreso       | La Movediza      | 19 de septiembre | 16:00 | Diego Navarro       |
| Ateneo Estrada                             | 2:2 | San José               | José A. Barbieri | 19 de septiembre | 16:00 | Gonzalo López       |
| Equipos libre: Argentino y Deportivo Rauch |     |                        |                  |                  |       |                     |

| San Lorenzo            | 0:0 | Ateneo Estrada       | San Lorenzo       | 26 de septiembre | 16:00 |                  |
| San José               | 1:3 | Deportivo Rauch      | Predio Centenario | 26 de septiembre | 16:00 | Joaquín Castillo |
| Argentino              | 0:0 | Excursionistas       | 12 de Noviembre   | 26 de septiembre | 16:00 | Matías Picot     |
| Defensores de Ayacucho | 2:1 | Unión y Progreso     | Defensores        | 26 de septiembre | 16:00 |                  |
| Deportivo Tandil       | 0:1 | Defensores del Cerro | La Florida        | 26 de septiembre | 16:00 | Fernando Zabalza |

| Unión y Progreso                         | 0:0 | Argentino              | La Florida       | 3 de octubre | 15:30 | Emanuel Mazzoni     |
| Deportivo Rauch                          | 3:0 | San Lorenzo            | Deportivo Rauch  | 4 de octubre | 14:30 |                     |
| Ateneo Estrada                           | 1:0 | Deportivo Tandil       | José A. Barbieri | 3 de octubre | 15:30 |                     |
| Defensores del Cerro                     | 2:0 | Defensores de Ayacucho | Gral. San Martín | 3 de octubre | 14:30 | Sebastián Quinteros |
| Equipos libre: Excursionistas y San José |     |                        |                  |              |       |                     |

| San José                                      | 3:0 | Excursionistas         | Predio Centenario | 10 de octubre | 16:00 | Lautaro Paletta  |
| Deportivo Tandil                              | 1:1 | Deportivo Rauch        | La Florida        | 10 de octubre | 16:00 | Matías Picot     |
| Argentino                                     | 0:2 | Defensores de Ayacucho | 12 de Noviembre   | 10 de octubre | 16:00 | Joaquín Castillo |
| Ateneo Estrada                                | 0:0 | Defensores del Cerro   | José A. Barbieri  | 10 de octubre | 16:00 | Leandro Casco    |
| Equipos libre: Unión y Progreso y San Lorenzo |     |                        |                   |               |       |                  |

| Unión y Progreso                                         | 0:2 | San José       | La Florida      | 17 de octubre | 16:00 | Fernando Zabalza    |
| Excursionistas                                           | 1:2 | San Lorenzo    | Excursionistas  | 17 de octubre | 16:00 | Sebastián Quinteros |
| Deportivo Rauch                                          | 3:4 | Ateneo Estrada | Deportivo Rauch | 17 de octubre | 16:00 | Martín Althabe      |
| Defensores del Cerro                                     | 3:0 | Argentino      | La Movediza     | 17 de octubre | 16:00 | Marcos Altamiranda  |
| Equipos libre: Deportivo Tandil y Defensores de Ayacucho |     |                |                 |               |       |                     |

| Deportivo Tandil                          | 2:0 | Excursionistas         | La Florida        | 24 de octubre | 16:00 | Marcos Molina   |
| San José                                  | 0:1 | Defensores de Ayacucho | Predio Centenario | 24 de octubre | 16:00 | Emanuel Mazzoni |
| San Lorenzo                               | 3:2 | Unión y Progreso       | San Lorenzo       | 24 de octubre | 16:00 |                 |
| Deportivo Rauch                           | 1:0 | Defensores del Cerro   | Deportivo Rauch   | 24 de octubre | 16:00 |                 |
| Equipos libre: Ateneo Estrada y Argentino |     |                        |                   |               |       |                 |

| Argentino                                             | 1:6 | San José         | 12 de Noviembre  | 7 de noviembre | 16:00 | Diego Navarro    |
| Defensores de Ayacucho                                | 5:0 | San Lorenzo      | Defensores       | 7 de noviembre | 16:00 |                  |
| Unión y Progreso                                      | 0:1 | Deportivo Tandil | La Florida       | 7 de noviembre | 16:00 | Joaquín Castillo |
| Excursionistas                                        | 1:1 | Ateneo Estrada   | Gral. San Martín | 7 de noviembre | 16:00 | Emanuel Mazzoni  |
| Equipos libre: Deportivo Rauch y Defensores del Cerro |     |                  |                  |                |       |                  |

## Promoción
La disputaron el 11.º de la divisional A, Botafogo, y el 2.º de la divisional B, Defensores de Ayacucho, a partido único en el Estadio San Martín de la ciudad de Tandil. Según el reglamento, en caso de empate, Botafogo contaba con ventaja deportiva. El equipo rauchense venció 1:0 al conjunto de Ayacucho, asegurando así su lugar en Primera «A» en 2022.
| 12 de diciembre de 2021, 19:30                                                                                         | Botafogo | 1:0 (0:0) | Defensores de Ayacucho | Gral. San Martín, Tandil    |                             |
| |          | Reporte   |                        | Árbitro(s): Lautaro Paletta | Árbitro(s): Lautaro Paletta |
| Botafogo logró retener su lugar en Primera «A», mientras que Defensores volverá a formar parte de Primera «B» en 2022. |          |           |                        |                             |                             |

## Goleadores
Primera «A»
| Jugador            | Club        | Goles |
| ------------------ | ----------- | ----- |
| Joaquín Elía       | Loma Negra  | 8     |
| Luciano Sequeria   | UNICEN      | 8     |
| Luciano Silva      | Juarense    | 7     |
| Damián Salas       | UNICEN      | 6     |
| Ezequiel Saporitti | Santamarina | 5     |

Fuente: El Eco y Fútbol URD
Primera «B»
| Jugador           | Club                   | Goles |
| ----------------- | ---------------------- | ----- |
| Rossi Mauro       | Defensores del Cerro   | 7     |
| Corsi Ignacio     | San José               | 4     |
| Galera Francisco  | Defensores de Ayacucho | 4     |
| Gorozo Sebastián  | Defensores del Cerro   | 4     |
| Missón Juan Pablo | Defensores de Ayacucho | 4     |